# Гайдузек, Даниел Карлтон
Да́ниел Ка́рлтон Га́йдузек (также Га́йдушек, что точнее соответствует словацкому произношению фамилии, англ. Daniel Carleton Gajdusek; 9 сентября 1923, Йонкерс, Нью Йорк, США — 12 декабря 2008, Тромсё, Норвегия) — американский педиатр и вирусолог, лауреат Нобелевской премии по физиологии и медицине 1976 года «за открытия, касающиеся новых механизмов происхождения и распространения инфекционных заболеваний», которую он разделил вместе с Барухом Бламбергом.
Член Национальной академии наук США (1974), Леопольдины (1984), АН Австралии (1993).

## Биография
Родился в семье эмигрантов из Австро-Венгрии: его отец был словаком, мать — венгеркой.
В 1950-х годах Гайдузек раскрыл инфекционную природу нейрологического заболевания куру, распространённого в то время среди жителей племени форе из Новой Гвинеи. Живя долгое время среди аборигенов племени и изучая эту болезнь, он связал появление заболевания с традицией каннибализма — ритуального поедания скорбящими родственниками мозга умерших. Он считал, что куру вызывается «латентным вирусом». Однако позже выяснилось, что инфекционный агент куру — прион, то есть нормальный белок организма, приобретший патогенные свойства из-за изменения конформации.
Член Американской академии искусств и наук (1978).
Отмечен E. Mead Johnson Award (1963).
Подписал «Предупреждение учёных человечеству» (1992).
Работая на Новой Гвинее и в Микронезии, Гайдузек установил хорошие отношения с местными жителями. В США он привёз более 50 детей, усыновил, дал им образование. В 1996 году один из таких мальчиков, уже будучи студентом, обвинил Гайдузека в сексуальных домогательствах. Было возбуждено уголовное дело, в итоге в 1997 году Гайдузек признал себя виновным и был приговорен к тюремному заключению на срок 12 месяцев. Он провел в заключении год, после чего покинул США и до самой смерти жил в Европе. 